# Nógrádmegyer
Nógrádmegyer is een plaats (község) en gemeente in het Hongaarse comitaat Nógrád. Nógrádmegyer telt 1786 inwoners (2001).